# Albert Mérat

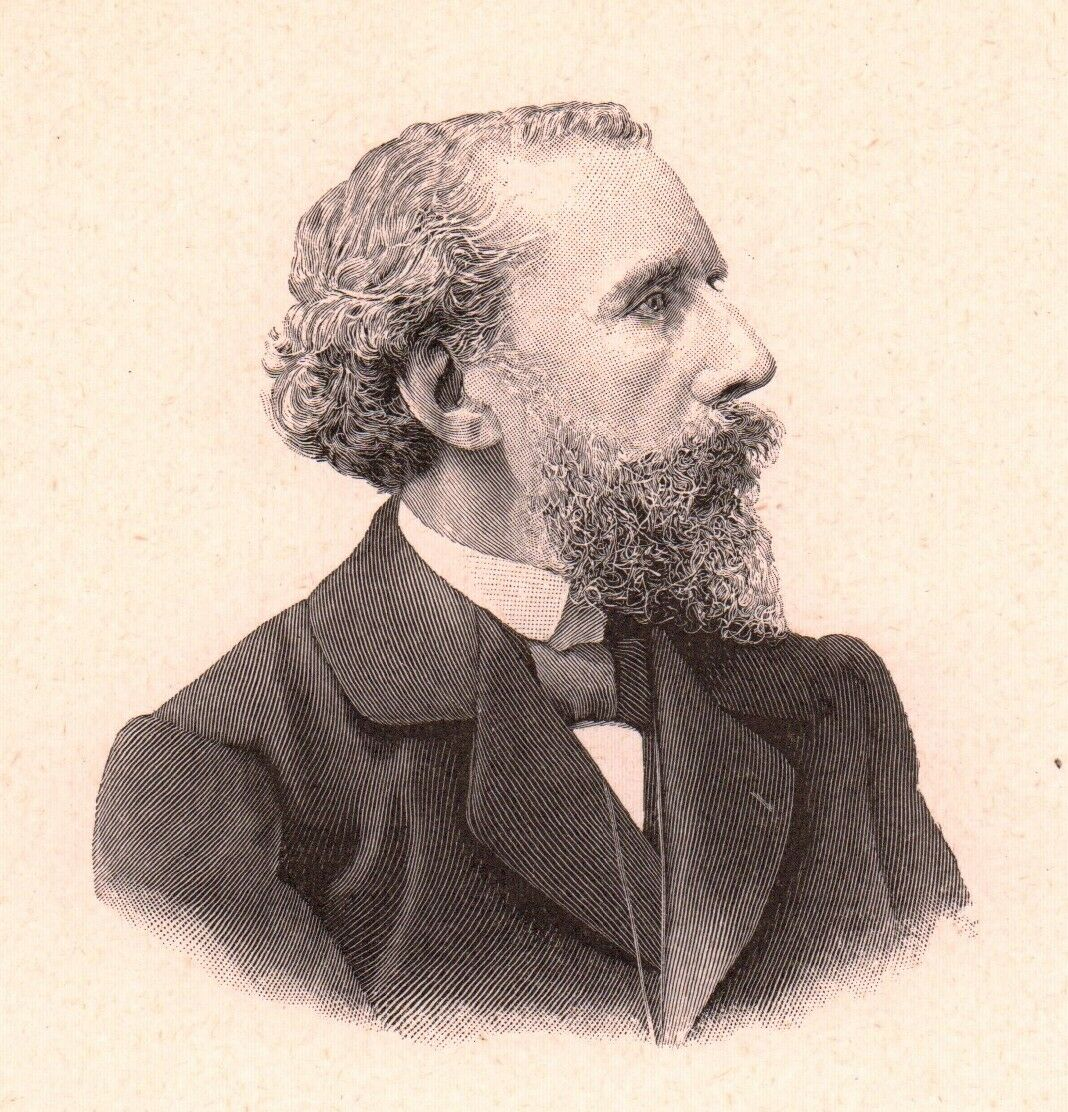
Albert Mérat..

Albert Mérat (Troyes, el 23 de marzo de 1840 - París, 16 de enero de 1909) fue un poeta francés.
Escritor parnasiano, miembro de Villains Bonshommes, junto a Paul Verlaine y Arthur Rimbaud, a quien no soportaba, pues Rimbaud había escrito varias parodias obscenas sobre su estilo de escritura. Su obra y vida son prácticamente desconocidas para el público en general.

## Un rincón de la mesa
Arthur Rimbaud se convirtió en la «bestia negra» de Albert Mérat, con quien se contaba para que figurara entre los poetas de Un rincón de la mesa, el conocido retrato grupal pintado por Henri Fantin-Latour: Mérat se negó a posar, argumentando que no quería pasar a la posteridad en compañía de un «gamberro» como Rimbaud. El hueco que Mérat dejó vacío, tal y como explicaba Mathilde Verlaine, lo ocupa un jarrón con flores.

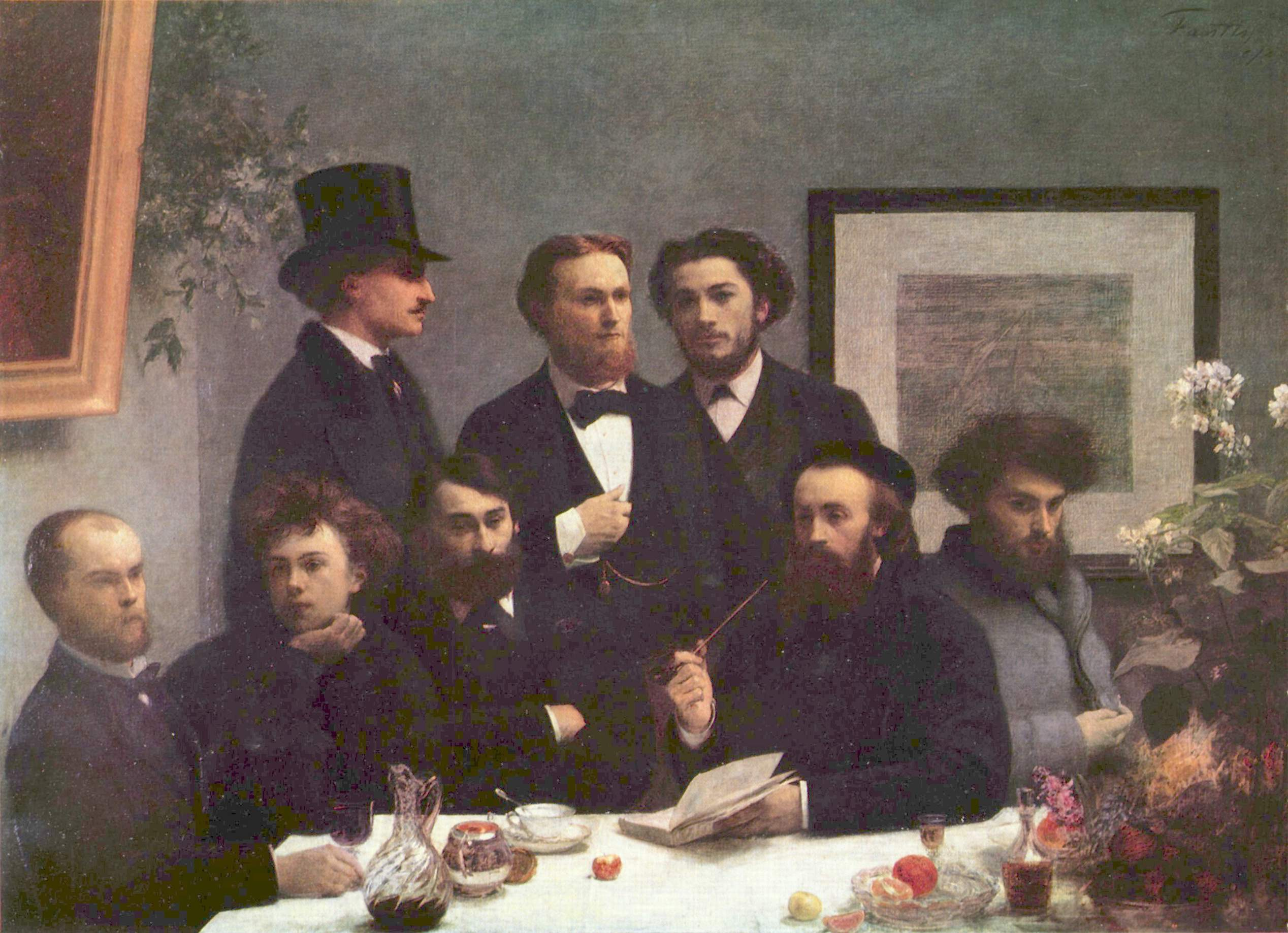
Un rincón de la mesa del pintor Henri Fantin Latour.

Por aquel entonces Mérat acababa de publicar un libro titulado L'Idole, una sucesión de sonetos para celebrar la belleza corporal de la mujer. Rimbaud y Paul Verlaine escribieron una parodia de esta obra: un poema obsceno y pornográfico.
Es curioso el hecho que Rimbaud se enfrentara con Mérat, porque antes de su llegada a París, era uno de los poetas que admiraba (junto a Verlaine) tal y como escribió en las Cartas del vidente: la literatura moderna tenía únicamente dos buenos poetas, Paul Verlaine y Albert Mérat.

## Obra
- Avril, mai, juin, sonnets (1863)
- Les Chimères : sonnets; Le livre de l'amie; Tableaux de voyage (1866)
- L'Idole (1869)
- Traducción en francés de L'Intermezzo, de Henri Heine, en colaboración con Léon Valade.
- Les Villes de marbre, poèmes (1869)
- Les Souvenirs (1872)
- L'Adieu (1873)
- Printemps passé, poème parisien (1876)
- Au fil de l'eau (1877)
- Poèmes de Paris; Parisiennes; Tableaux et paysages parisiens (1880)
- Poésies de Albert Mérat, 1866-1873. Les Chimères. L'Idole. Les Souvenirs. Les Villes de marbre (1898)
- Vers le soir. Impressions et souvenirs. Intermède. Petit poème. Hommes et choses (1900)
- Triolet des Parisiennes de Paris (1901)
- Les Joies de l'heure : choses passées, le coin des poètes, impressions et notes d'art, deux peintres, conseils du poète à lui-même (1902)
- Chansons et madrigaux : chansons, madrigaux, camées parisiens (1902)
- Vers oubliés : chansons d'été, fleurs d'avril (1902)
- Petit Poème (1903)
- Les Trente-six quatrains à Madame (1903)
- Les Trente-six dédicaces pour les Trente-six quatrains à Madame (1903)
- La Rance et la mer, paysages bretons (1903)
- Quelques pages avant le livre : pour les lettres, autres vers oubliés, épigrammes (1904)
- Œuvres choisies, 1863-1904 (1906)
- Poèmes de Paris; Au fil de l'eau : 1877-1880 (1907)